# Наша доля
Наша доля — щотижнева білоруськомовна газета перша легальна газета білоруською мовою. Видавалася у Вільнюсі групою діячів Білоруського соціалістичного товариства. Редакція дотримувалася революційно-демократичного напряму.

## Історія
Перший номер газети вийшов 1 вересня 1906-го. Всього вийшло 6 номерів, 5 з них були конфісковані, 7-й був знищений ще під час набору.
Половина тиражу друкувалася кирилицею, половина — латинкою. Разовий тираж першого номера становив 10 тис. примірників.
Редактор-видавець — віленський міщанин І. А. Тукеркес, з 18 листопада 1906 редактором став А. Гедвіла. Справжні засновники — частина керівництва Білоруського соціалістичного суспільства, а саме, брати Іван та Антон Луцкевичі, Алоїза Пашкевич (Тітка) та Франтішек.
У програмній статті «До читачів» упорядники газети виступили за революційний рух, соціальну і національну свободу, розвиток класової самосвідомості робітників і селян, освіту рідною мовою. Друкували публіцистичні та агітаційні статті («Що буде?», «Прибуток російського царя», «Погром», «Як мужику поліпшити своє життя» тощо), в яких викривали протинародну політику царизму. Інформувала про революційні події в країні, важке становище селянства.

## Твори
Друкувалися в газеті твори Цьотки (вірш «Наш клин» та оповідання «Присяга над кривавими борознами»), Якуба Коласа (вірші «Наш рідний край» — 1 вересня 1906, перший виступ поета у пресі, «Білорусам», «Осінній вечір», оповідання «Слободи») та інші. Опублікована розповідь Ядвігіна «Суд».